# 張義純
張 義純（ちょう ぎじゅん）は、中華民国の軍人。国民革命軍に属す一方で新広西派（新桂系）の有力軍人であるが、新広西派幹部には珍しい非広西出身者である。字は靖伯。

## 事跡

### 新広西派への加入
1916年（民国5年）8月に保定陸軍軍官学校第3期砲兵科を卒業する。その後、奉天派の軍で主に経歴を重ね、1922年（民国11年）冬に福州洪山橋兵工廠総弁に任ぜられ、1924年（民国13年）には第24混成旅団長兼第1支隊司令に任命された。1925年（民国14年）、執政府軍務庁第4処科長兼代理処長となる。その翌年には直隷省軍務督弁軍務処長署理を務めた。
同年、張義純は国民革命軍に易幟して広東に赴き、第6軍第17師副師長兼団長（第6軍軍長：程潜）に任ぜられる。まもなく新広西派（新桂系）へ所属を改めることになり、北伐では「小張飛」と渾名されるほどの勇戦で、新広西派の指導者李宗仁や白崇禧からも一目置かれたという。張はこの時の軍功により、第19軍第2師師長、第18軍副軍長、第13師師長、第56師師長と歴任した。
しかし1929年（民国18年）3月からの蔣桂戦争で新広西派は敗北し、張義純は失脚に追い込まれてしまう。1932年（民国21年）、張は広西省に赴いて復職し、第15軍参謀長に任ぜられた。後に広西民団幹部学校副校長も務めている。1936年（民国25年）1月に陸軍少将に任ぜられ、同年10月には陸軍中将に昇進した。

### 日中戦争以後の活動
日中戦争（抗日戦争）勃発後の1937年（民国26年）10月、張義純は安徽省政府委員兼民政庁長兼軍管区副司令に任命され、同省出身者として新広西派による安徽省統治に関与することになった。張は第48軍軍長にも任ぜられ安徽防衛を主任務とする一方で、武漢防衛戦（日本側呼称・武漢作戦）にも参戦している。1939年（民国28年）11月には第21集団軍副総司令に昇進した。1943年（民国32年）1月、第33集団軍副総司令となり、さらに第5戦区鄂豫皖辺区遊撃総司令も兼任した。
戦後、張義純は国防部高級参謀に任命される。1947年（民国36年）からは国防部点検組を率いて東北へ向かい、保安団隊（民兵）の正規軍への改編作業を進めた。国共内戦末期の1949年（民国38年）1月、張は安徽省政府委員として安徽省に戻る。3月には夏威の後任として安徽省政府主席に任ぜられ、中国人民解放軍を迎撃することになった。しかし翌月には大敗し、敗走中に張は人民解放軍側への「起義」（易幟）を宣言した。
中華人民共和国成立後の1950年以降、張義純は上海市に居住している。1956年、張は中国国民党革命委員会（民革）に加入し、1962年に上海市人民政府参事を務め、1979年には民革中央団結委員会委員に当選した。
1982年9月10日、上海市にて病没。享年87。

## 注
1. ↑  「張義純」『安徽省志』
2. ↑  「張義純」『安徽省志』による。一方、徐友春主編『民国人物大辞典 増訂版』1866頁によると、張義純は大敗して捕虜にされた、としている。